# Stolidosoma varipes
Stolidosoma varipes är en tvåvingeart som beskrevs av Robinson 1967. Stolidosoma varipes ingår i släktet Stolidosoma och familjen styltflugor. Inga underarter finns listade i Catalogue of Life.